# Municipio de Casa
El municipio de Casa (en inglés: Casa Township) es un municipio ubicado en el condado de Perry en el estado estadounidense de Arkansas. En el año 2010 tenía una población de 520 habitantes y una densidad poblacional de 7,39 personas por km².

## Geografía
El municipio de Casa se encuentra ubicado en las coordenadas 35°1′11″N 93°2′24″O / 35.01972, -93.04000. Según la Oficina del Censo de los Estados Unidos, el municipio tiene una superficie total de 70.37 km², de la cual 70,3 km² corresponden a tierra firme y (0,11 %) 0,08 km² es agua.

## Demografía
Según el censo de 2010, había 520 personas residiendo en el municipio de Casa. La densidad de población era de 7,39 hab./km². De los 520 habitantes, el municipio de Casa estaba compuesto por el 97,31 % blancos, el 0,77 % eran afroamericanos, el 0,38 % eran amerindios, el 0,19 % eran asiáticos, el 0,19 % eran de otras razas y el 1,15 % eran de una mezcla de razas. Del total de la población el 1,35 % eran hispanos o latinos de cualquier raza.